# القياس الطيفي للتكسير المستحث ضوئيا

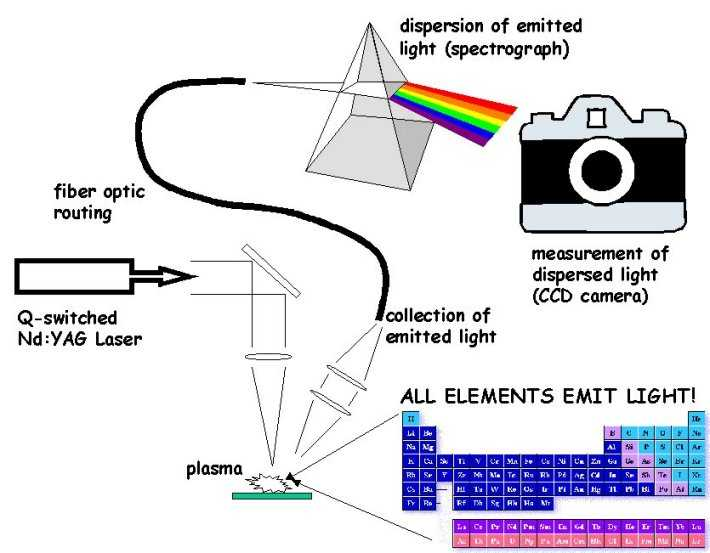

القياس الطيفي للتكسير المستحث بالليزر (بالإنجليزية: Laser Induced Breakdown Spectroscopy LIBS) هو وسيلة للنحليل الكمي و/أو الكيفي لعناصر مادة معينة.

## فكرة العمل
تعرض المادة موضع الاختبار لشعاع ليزري فائق القوة، ذي نبضات فائقة القصر، فيؤدي ذلك إلى تكوين ما يعرف بسحابة البلازما أو شعلة البلازما
وهي حالة متميزة من حالات المادة يمكن وصفها بأنها غاز متأين تكون فيه الإلكترونات حرة وغير مرتبطة بالذرة أو بالجزيء. فإذا كانت المادة توجد في الطبيعة في ثلاث حالات: صلبة وسائلة وغازية، فإنه بالإمكان تصنيف البلازما على أنها الحالة الرابعة التي يمكن أن توجد عليها المادة.) حينها تكون الإلكترونات في حالة استثارة حالة مثارة نتيجة امتصاصها لكم طاقة معين وعند العودة إلى الحالة المستقرة حالة قاعية للإلكترونات تفقد الطاقة الممتصة سلفا وينبعث من المادة طيف له طول موجي مميز (كل عنصر في الطبيعة له طيف ذو طول موجي مميز يشكل بصمة مميزة للعنصر) وبتحليل الأطياف المنبعثة من المادة يمكن معرفة عناصرها وكمياتها ولكن في منطقة التفاعل فقط (السطح المعرض لشعاع الليزر).